# Horngården

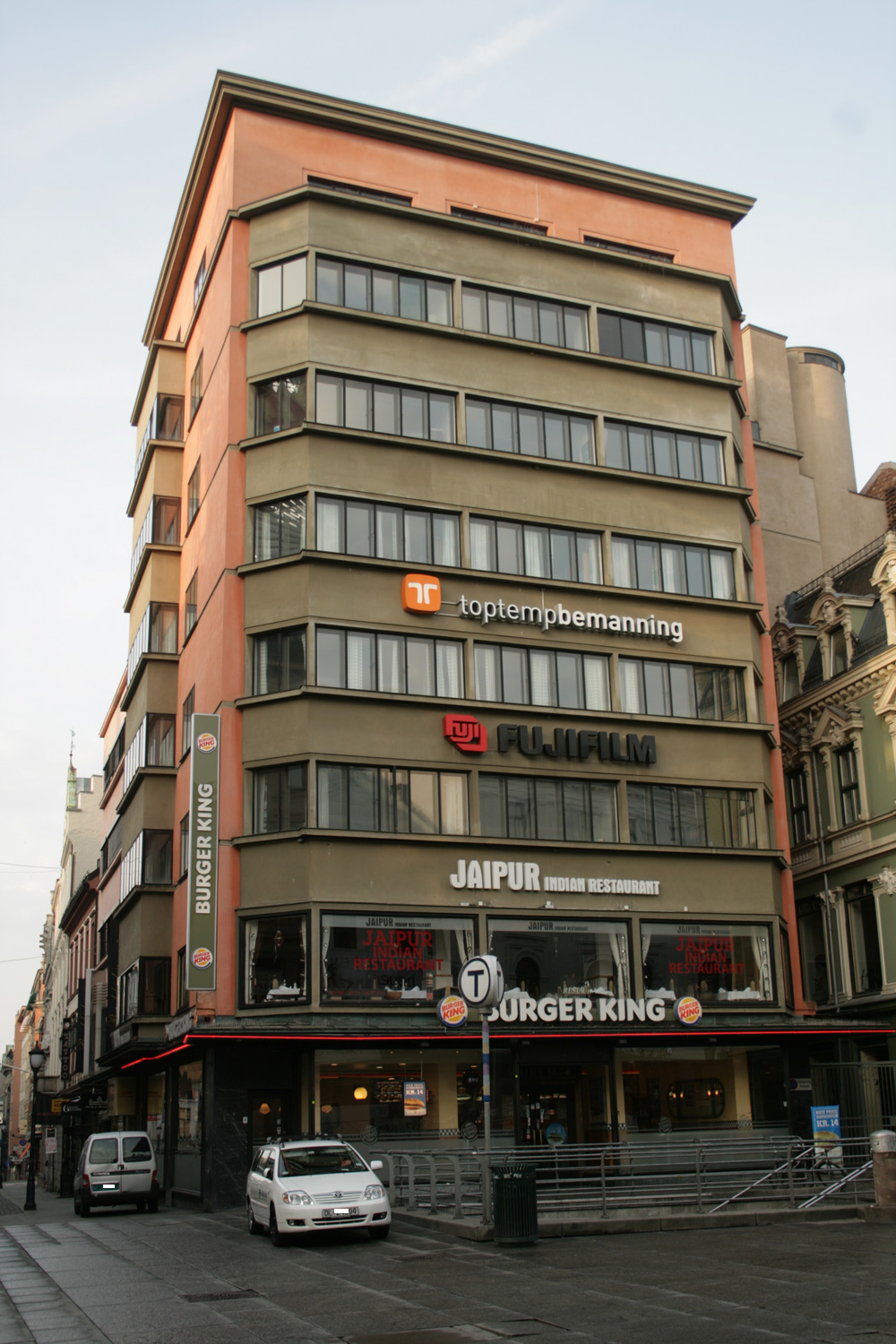
Horngården på Egertorget

Horngården är en åtta våningar hög byggnad på Egertorget i Oslo, med adress Øvre Slottsgate 21. Den uppfördes 1929 till 1930 och ritades av arkitekterna Lars Backer och F.S. Platou. Huset går under smeknamnet "Norges första skyskrapa". 

## Byggnaden
Gården uppfördes 1929-1930 och karakteriseras av sin rena funktionalistiska design. Ursprungligen planerades byggnaden med tolv fullvärdiga och en tillbakadragen toppvåning, något som skapade stor debatt. Detta reducerades till dagens åtta våningar med möjlighet för framtida utbyggnad. Lars Backer dog 1930 och arkitekt F.S. Platou stod för färdigställandet av bygget. Byggnaden är bevarad av Riksantikvaren. Bevarandet omfattar byggnadens exteriör, huvudstruktur, våningsindelning och trapphuset mot väst. Byggnaden mottog Sundts premie.

## Kulturminne
Horngården är ett kulturminne och har nummer 86145 i Riksantikvarens kulturminnesbas.